# Louis Grignon (militaire)
Pour les articles homonymes, voir Louis Grignon.
Louis Grignon, né le 15 août 1748 à Louerre et mort le 24 décembre 1825 à Angoulême (Charente), est un général de la Révolution française.

## Biographie
Louis Grignon, fils de François Grignon de la Guiberdière et de Marie Anne Commeau, à pour neveu Jean-François Honoré Merlet (1761-1830), baron de l'empire et avocat. Louis Grignon sert tout d'abord dans l'armée royale à partir de 1767, comme fusilier aux Gardes Françaises. Lorsque la Révolution éclate, il est sous-lieutenant.
Le 23 février 1778 à Blaison, il épouse Perrine Louise Desportes, fille de Pierre Desportes et de Louise Rabouin. Trois filles vont naitre entre 1779 et 1783 : Marie Perrine, l'ainée, à Angers en 1779 ; Louise Françoise et Joséphine Pauline à Cersay en 1780 et 1783.
En 1792, il est adjudant-général adjoint dans la garde nationale de Saumur, puis adjudant-général chef de brigade le 12 octobre 1793, dans l'armée des côtes de La Rochelle. Il participe aux combats contre les Vendéens. Le 28 novembre 1793, il est promu général de brigade. À partir de janvier 1794, il est chargé du commandement de la deuxième colonne infernale et fera appliquer les instructions du général en chef Turreau.
Dans son mémoire, Joseph Lequinio rapporte le témoignage d'Aug. Chauvin, membre du comité de surveillance de la commune de Bressuire :

« Je dois dire d'abord, que le jour de son départ d'Argenton-le-Peuple, Grignon ayant réuni sa colonne, lui fit à peu près cette harangue : « Mes camarades, nous entrons dans le pays insurgé, je vous donne l'ordre exprès de livrer aux flammes tout ce qui sera susceptible d'être brûlé et de passer au fil de la baïonnette tout ce que vous rencontrerez d'habitants sur votre passage. Je sais qu'il peut y avoir quelques patriotes dans ce pays ; c'est égal, nous devons tout sacrifier ». »

Le 22 janvier 1794, Saint-Aubin-du-Plain : 79 habitants massacrés par la 2e colonne infernale du général Louis Grignon.
Le 24 janvier, la colonne est à Bressuire. Chauvin rapporte encore :

« Le jour de son départ, il répéta, à la tête de sa colonne, la harangue qu'il avait faite à Argenton-le-Peuple ; ce fut vraiment une armée d'exterminateurs qui sortit de Bressuire ; les paroisses comprises entre Bressuire et La Flocellière, sur une longueur de plus de deux lieues et demie, furent entièrement sacrifiées. Le massacre fut général, et on ne distingua personne ; et c'est surtout dans cette marche que Grignon brûla une immense quantité de subsistances. »

Lequinio signale que tous les villages entre La Flocellière et Les Herbiers ont été incendiés, y compris les fourrages et les grains qui devaient être saisis. Mariteau, maire de Fontenay-le-Comte écrit dans son procès-verbal :

« Le général Grignon arrive avec sa colonne dans Les Herbiers. Nous allâmes le trouver pour conférer avec lui ; nous lui fîmes observer que la loi défendait expressément de brûler les grains et les fourrages. Nous l'engageâmes à les ménager pour les opérations ultérieures. Il nous dit que les ordres étaient tels, mais qu'ils n'étaient pas exécutés. Il ajouta, quant aux Herbiers, que nous étions heureux que son collègue Amey y fut, que sans cela tous les habitants sans distinction de patriotes ou autrement auraient été fusillés parce que les ordres du général en chef portaient de massacrer, fusiller et incendier tout ce qui se trouvait sur son passage, qu'il avait fait fusiller des municipalités entières, revêtues de leurs écharpes. Nous devons observer que la commune des Herbiers avait été entièrement purgée de tous les aristocrates et aux horreurs que nous avons décrites nous devons ajouter que les portefeuilles de tous les individus ont été pris, tous les volontaires allaient dans les métairies prendre des chevaux, moutons, volailles de toutes espèces. »

Le 26 janvier 1794, Cerizay : massacre d'habitants, dont des femmes et des enfants par la colonne Grignon. Le bourg, patriote, est épargné mais habitants des fermes et des villages de la commune sont massacrés. 300 morts selon le général Grignon mais ce nombre est probablement exagéré. Adjudant-général et second de Grignon, Lachenay détruit Saint-André-sur-Sèvre et massacre ses habitants y compris les membres de la garde nationale.
Le 27 janvier, la quatrième colonne incendia le château de Saint-Mesmin ; une vieille demoiselle de Vasselot qui l'occupait est tuée.
Le 28 janvier, Le Boupère : le général Louis Grignon fait fusiller 19 prisonniers.
Le 30 janvier, Pouzauges : 30 prisonnières vendéennes sont violées par les officiers de la colonne Grignon avant d'être fusillées près du donjon du château.
Le 9 avril, Saint-Lambert-du-Lattay et Gonnord : le général Grignon écrit avoir « fait tuer quantité d'hommes et de femmes ».
Le 14 avril 1794, il est nommé général de division, et le 16 août suivant, il est suspendu et mis en état d'arrestation. Acquitté malgré ses actions criminelles pendant la guerre de Vendée, il réintègre l'armée le 25 octobre 1795. Il est admis à la retraite le 28 juin 1810.
Il meurt le 25 décembre 1825 à Angoulême.

## Note
- Ne pas confondre Louis Grignon avec le comte Roch-Sylvestre de Grignon, seigneur de Pouzauges, aristocrate français, émigré puis chef militaire vendéen à la même époque, mort à la bataille de Chambretaud le 18 novembre 1799.